# Maria Alm am Steinernen Meer
Maria Alm am Steinernen Meer è un comune austriaco di 2 149 abitanti nel distretto di Zell am See, nel Salisburghese. È una stazione sciistica.